# Vaccinium oreogenes
Vaccinium oreogenes är en ljungväxtart som beskrevs av W, W. Smith. Vaccinium oreogenes ingår i Blåbärssläktet, och familjen ljungväxter. Inga underarter finns listade i Catalogue of Life.